# Réserve naturelle de Finnhamn
La réserve naturelle de Finnhamn (en suédois : Finnhamns naturreservat) est une réserve naturelle de l'archipel de Stockholm dans le comté de Stockholm en Suède,,.

## Présentation
La zone est protégée depuis 2000 et s'étend sur 684 hectares dont 186 hectaresde terres. 
La réserve comprend trois parties à Lillskärfjärden. 
L'une comprend la majeure partie de l'île de Stora Jolpan (Finnhamn) et les îles et criques environnantes, une à Storskär et une à l'est de Stora Halsholmen. 
La nature des îles est typique de l'archipel moyen avec des affleurements, des forêts de conifères et de feuillus ainsi que des terres agricoles.
La réserve se compose principalement de forêt de pins

## Services
La réserve naturelle de Finnhamn dispose de bons amarres pour la navigation de plaisance. Les îles sont desservies par un service de bateau régulier. À Idholmen, il y a des chalets de location et à Stora Jolpan, il y a, entre autres, une auberge, le restaurant Finnhamn's Café & Krog et un magasin à la ferme d'Idholmen, un emplacement pour camper.

## Galerie

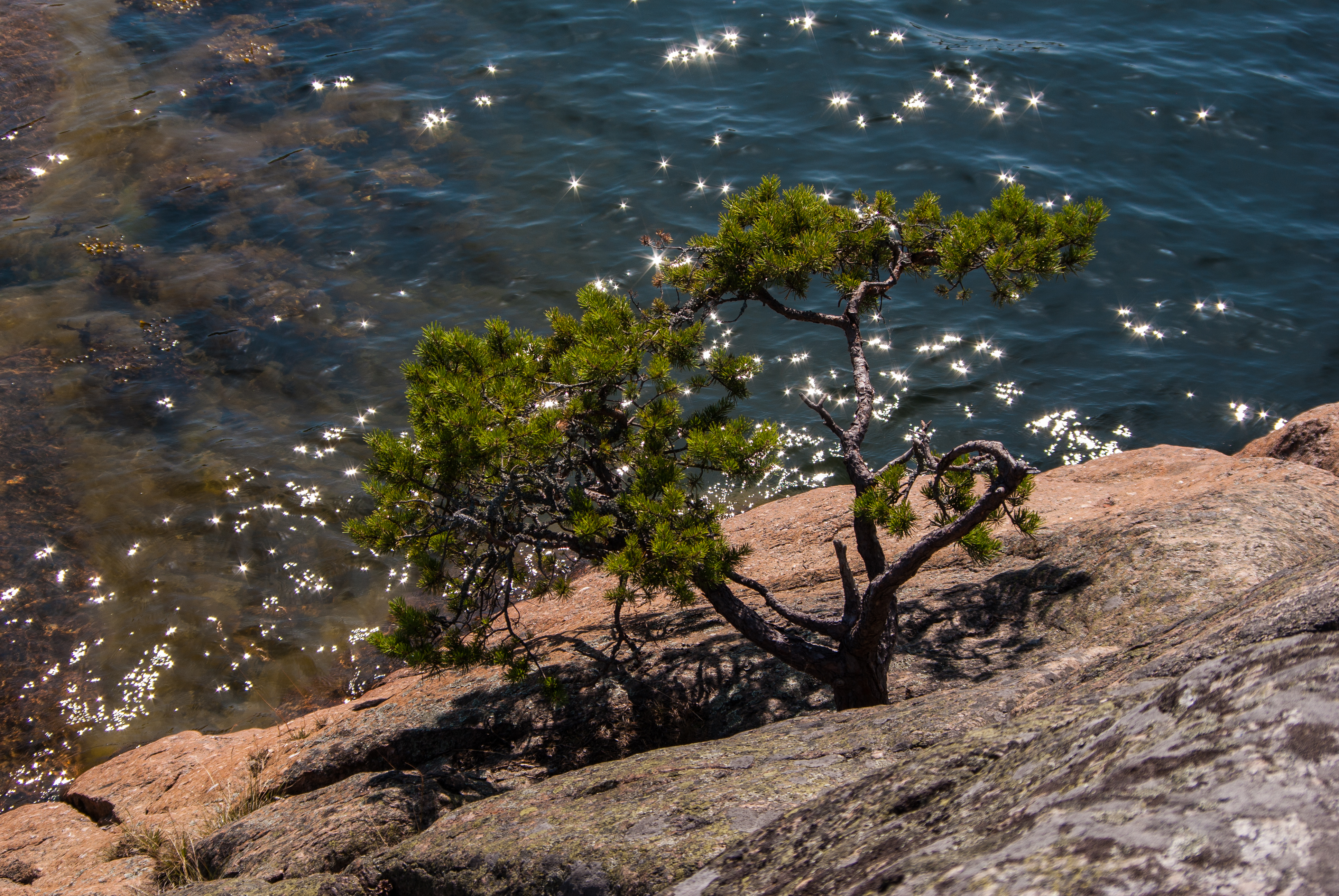